# Wardha
Wardha là một thành phố và là nơi đặt hội đồng đô thị (municipal council) của quận Wardha thuộc bang Maharashtra, Ấn Độ.

## Địa lý
Wardha có vị trí 20°20′B 80°06′Đ / 20,33°B 80,1°Đ Nó có độ cao trung bình là 234 mét (767 feet).

## Nhân khẩu
Theo điều tra dân số năm 2001 của Ấn Độ, Wardha có dân số 111.070 người. Phái nam chiếm 52% tổng số dân và phái nữ chiếm 48%. Wardha có tỷ lệ 80% biết đọc biết viết, cao hơn tỷ lệ trung bình toàn quốc là 59,5%: tỷ lệ cho phái nam là 83%, và tỷ lệ cho phái nữ là 76%. Tại Wardha, 11% dân số nhỏ hơn 6 tuổi.